# لويس ألارد
لويس ألارد (بالفرنسية: Louis Allard)‏ هو موزع موسيقي فرنسي، ولد في 1852 في بورتوريكو في الولايات المتحدة، وتوفي في 1940.